# Tadeusz Łukaszewicz (malarz)

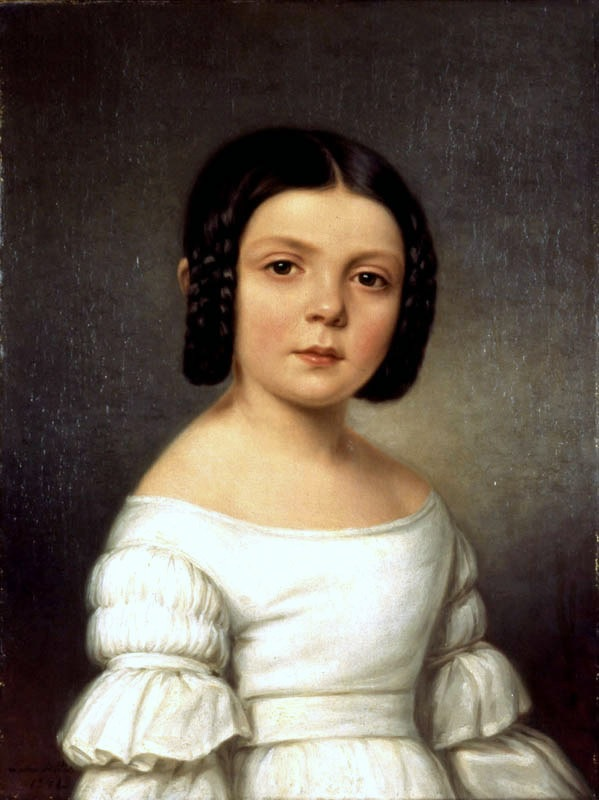
Portret dziewczynki

Tadeusz Łukaszewicz (ur. 1805 w Witebsku, zm. w XIX wieku) – polski malarz portrecista.
Urodził się jako syn malarza Antoniego Łukaszewicza. Studiował malarstwo w latach 1825–1829 jako wolny słuchacz na Uniwersytecie Wileńskim u Jana Rustema.
Po studiach pracował w Wilnie jako nauczyciel rysunków, zajmował się też miedziorytnictwem. Dzięki finansowej pomocy rodziny Zyberk-Platerów w dniu 8 listopada 1839 w wieku 34 lat rozpoczął studia na Królewskiej Akademii Sztuk Pięknych w Monachium u Petera von Corneliusa i w prywatnej szkole malarstwa Josepha Bernhardta. W roku 1842 został członkiem zwyczajnym monachijskiego Kunstvereinu.
W Monachium był czynny jako malarz portrecista. Większość jego dzieł zachowała się w zbiorach monachijskich, w zbiorach polskich i litewskich znajdują się prace sprzed wyjazdu do Monachium. O jego dalszych losach brak jest jakichkolwiek wiadomości. Rok śmierci 1842 podany przez niektóre źródła jest wątpliwy, gdyż wskazywałby, że artysta zmarł na trzecim roku studiów. O roku urodzenia świadczy wpis do księgi immatrykulacyjnej Akademii Monachijskiej, gdzie artysta określił swój wiek na 34 lata. Przy immatrykulacji podał jako miejsce pochodzenia Witebsk, a jako miejsce zamieszkania Dannenberg w Dolnej Saksonii. Być może osoba prowadząca księgę immatrykulacyjną pomyliła Dannenberg z Dyneburgiem (niem. Dünaburg).